# Christoph Hartmann (Oboist)
Christoph Hartmann (* 2. Februar 1965 in Landsberg am Lech) ist ein deutscher Oboist.

## Leben
Hartmann begann mit 13 Jahren Oboe zu spielen und studierte ein Jahr später als Gaststudent bei Georg Fischer am Leopold-Mozart-Konservatorium Augsburg. Nach dem Abitur 1984 setzte er seine Ausbildung an der Hochschule für Musik und Theater München bei Günther Passin fort, schloss mit dem Meisterklassendiplom in den Fächern Oboe und Kammermusik ab und erhielt dort anschließend einen Lehrauftrag. 1991 wurde er Solo-Oboist der Stuttgarter Philharmoniker und 1992 Oboist bei den Berliner Philharmonikern. Er ist seit 1993 auch als Lehrer an der  Orchester-Akademie der Berliner Philharmoniker tätig. 1999 gründete er mit Orchesterkollegen das Kammermusikfestival Landsberger Sommermusiken, aus dem das Ensemble Berlin hervorging.
Hartmann errang Preise bei internationalen Wettbewerben in Toulon, Genf und Tokio und hat mit seinen CD-Einspielungen großen Anteil an der Wiederentdeckung der Kompositionen des fast vergessenen Oboenvirtuosen Antonio Pasculli (1842–1924), der in Palermo geboren wurde.
Neben seiner Tätigkeit als Oboist betreibt Hartmann zusammen mit Maik Kresse einen eigenen Fahrradladen und hat die Fahrradmarke Pasculli entwickelt. Der Fahrradladen befindet sich in Berlin-Friedenau in der ehemaligen Fertigungshalle der Goerz-Werke.

## Auszeichnungen (Auswahl)
- Dominikus Zimmermann Rocaille in Gold der Stadt Landsberg am Lech, 2008
- Bettola in musica der Stadt Bettola, 2008

## Diskografie
- Fantasia Italiana, Opernfantasien von Antonio Pasculli, Christoph Hartmann (Oboe und Englischhorn), Augsburger Philharmoniker unter der Leitung von Rudolf Piehlmayer, EMI Classics in Co-Produktion mit dem Bayerischen Rundfunk, 2007
- Bella Napoli, Werke von Antonio Pasculli, Domenico Scarlatti, Johann Adolph Hasse, Domenico Cimarosa, Gaetano Donizetti und Vincenzo Bellini, Ensemble Berlin, EMI Classics, 2008